# Castello di Chillon
Il castello di Chillon (Château de Chillon) è situato a Veytaux, sulla riva del lago di Ginevra, vicino a Montreux, Svizzera. Esso consta di 100 costruzioni indipendenti che furono gradualmente unite e che adesso formano un unico edificio.

## Storia
Lo sperone roccioso su cui è stato costruito il castello fu abitato fin dall'età del bronzo. Le parti più vecchie del castello non sono state definitivamente datate, ma la prima registrazione scritta è del 1150.

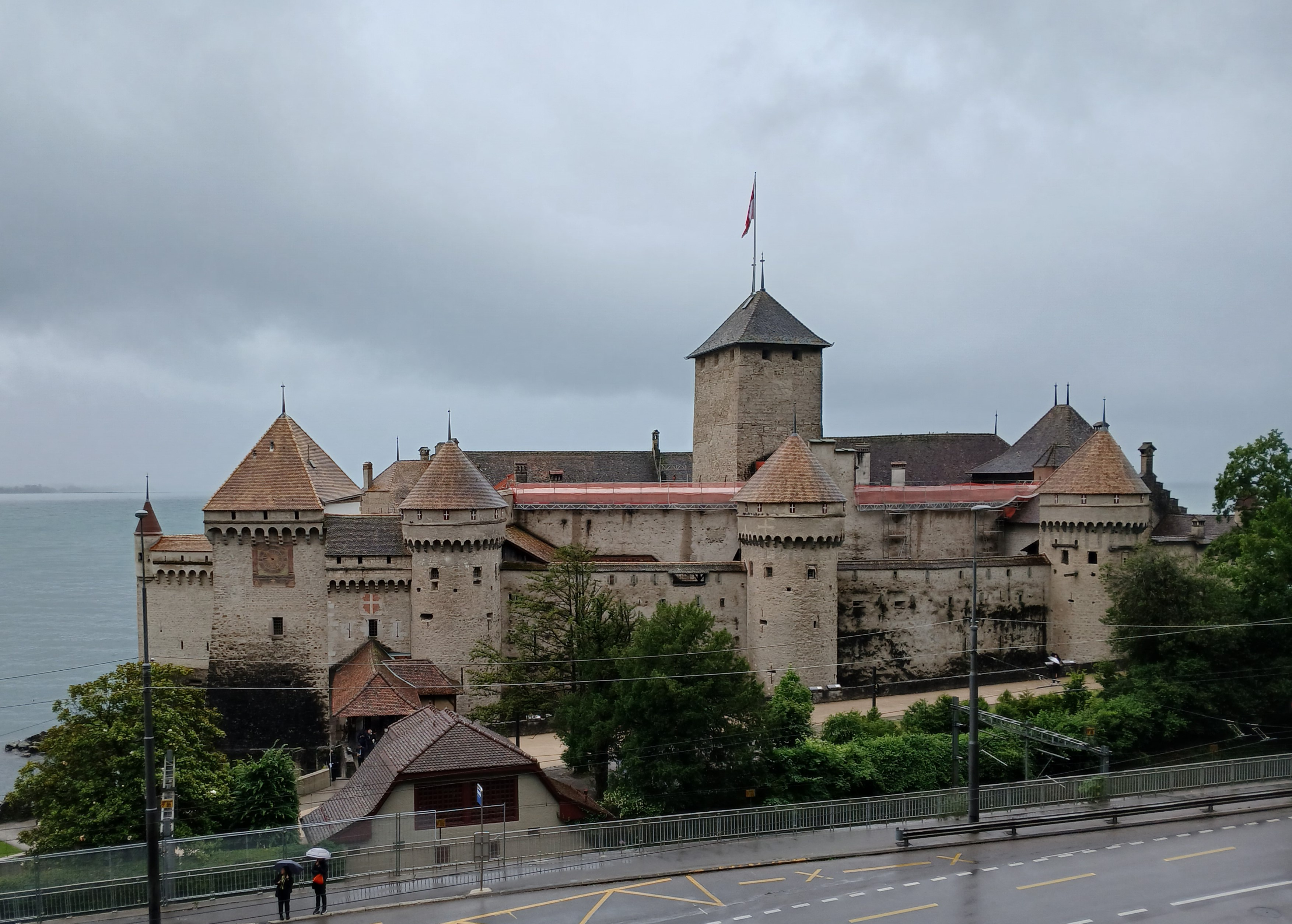
Il castello visto dal forte di Chillon

### Periodo Romano
Durante gli scavi del XIX secolo, sono stati ritrovati oggetti risalenti all'epoca romana. Le prime costruzioni risalgono al X secolo, anche se è probabile che precedentemente fossero già presenti strutture militari, data la posizione strategica.
A partire da un doppia palizzata in legno, i romani fortificarono il luogo prima che fosse aggiunto nel X secolo un mastio quadrato.

### Periodo Sabaudo
Al tempo della prima testimonianza scritta del castello (1150), il castello era di proprietà dei Conti di Savoia. Posto sulla Via Francigena, i Savoia installarono un pedaggio per coprire i costi della manutenzione. All'epoca il castello veniva usato sia per scopi militari, ma fungeva anche da residenza per i conti. Nel XIII secolo Pietro II di Savoia trasformò il castello in residenza estiva. Durante lo stesso periodo venne utilizzato anche come carcere, il prigioniero più famoso fu François Bonivard, prete protestante che si oppose alla conversione e venne imprigionato a Chillon per sei anni.
Il 1348 fu uno degli anni peggiori per la storia di Chillon, con le devastazioni dovute alla peste nera. Nel castello vennero rinchiusi e torturati numerosi ebrei, al fine di fargli confessare di avere avvelenato l'acqua dei pozzi. Circa 300 comunità vennero espulse o distrutte per l'accaduto, senza intervento da parte dei Savoia.

### Periodo Bernese
Con l'espansione dei propri territori, il Ducato di Savoia non riuscì più a gestire il vasto territorio e decise di abbandonare i castello, che venne quindi occupato dai bernesi nel 1526. Il castello venne parzialmente danneggiato da un incendio durante un attacco. Venne poi restaurato, ma era ancora molto poco accogliente. Il castello divenne la residenza dell'ufficiale giudiziario bernese fino 1733, anno in cui venne abbandonato per una residenza a Vevey.

### Periodo Vodese
Il 10 gennaio 1798 i patrioti di Vevey e Montreux reclamarono il castello dai bernesi, che si arresero senza combattere. Il castello divenne un bene nazionale durante la rivoluzione Vodese. Nel 1835 la fortezza fu trasformata in magazzino per l'artiglieria e subì alcune modifiche per facilitare il passaggio dei cannoni. Nel 1866 il mastio ospitava gli archivi e il castello di Chillon fungeva da prigione militare.

## Citazioni in letteratura
Il castello di Chillon viene citato numerose volte dallo scrittore francese Alphonse Daudet nel suo romanzo Tartarino sulle Alpi, come una delle ambientazioni in cui si svolgono parte delle vicende e delle esplorazioni in territorio alpino svizzero del coraggioso eroe di Tarascona: "Si decise una sosta per poter visitare le rive del Lemano e soprattutto Chillon e la cella nella quale languì il grande patriota Bonnivard, cantata da Byron e illustrata da Delacroix".
Nel Castello di Chillon è infatti ambientato il noto poema scritto da Lord Byron, Il prigioniero di Chillon, che descrive la prigionia del monaco Francois Bonnivard, dal 1532 al 1536.
Il castello compare anche nel racconto di Henry James, Daisy Miller, come uno dei luoghi visitati dalla protagonista della storia.